# Кетроське оголення
Кетроське оголення (рум. Aflorimentul Chetrosu) — геологічна або палеонтологічна пам'ятка природи в Дрокійському районі Молдови. Розташована на захід від села Кетросу, поблизу автомагістралі Дрокія - Сорока. Має площу 25 га. Об'єкт перебуває у віданні примарії села Кетросу.